# Виталия Дяченко
Виталия Анатолиевна Дяченко (на руски: Виталия Анатольевна Дьяченко) е професионална тенисистка от Русия.

## Биография
Дяченко е родена на 2 август 1990 г. в град Сочи.
Започва да играе тенис на 5-годишна възраст, след като родителите ѝ я запознават със спорта. На 11-годишна възраст Дяченко се премества с родителите си в Москва. Прекарала е две години извън тениса поради травма на дясното рамо (14-16 години), като на 17 години се завръща към тениса.
Неин треньор е Дмитри Дегтярев. Майка ѝ се казва Виктория, а баща ѝ – Анатоли, който работи за Организацията на обединените нации.
Владее руски и английски език. Обича да чете, а също така и спокойствието.